# SE Matsubara
Die Sociedade Esportiva Matsubara war ein Fußballklub aus Cambará, im brasilianischen Bundesstaat Paraná.

## Geschichte
Matsubara wurde am 18. Dezember 1974 von Sueo Matsubara, einem Geschäftsmann aus dem Agrarsektor, gegründet. Dieser sollte eine Nachfolge für den 1967 erloschenen AA Cambaraense darstellen, welcher 1953 Vizemeister der Staatsmeisterschaft von Paraná war.
Sein Debüt gab der Klub am 6. Juni in der Segunda Divisão 1976, der zweiten Liga der Staatsmeisterschaft. Man empfing in der Grupo Norte Grêmio Maringá zu einem torlosen Auftaktspiel. Den ersten Sieg feierte Matsubara im dritten Spiel am 27. Juni. Man empfing den AA Apucarana und konnte diesen mit 1:0 schlagen. Am Ende der ersten Gruppenphase belegte der Klub den dritten Platz und zog in die Finalrunde ein. Gegen die vier Teilnehmer dieser erreichte Matsubara zwei Siege und ein Unentschieden. Damit belegte man den zweiten Platz und wurde Vizemeister, welcher mit dem Aufstieg in die oberste Spielklasse der Staatsmeisterschaft verbunden war. In dieser spielte Matsubara erstmals am 27. März 1977 in der Gruppe B beim União Bandeirante FC. Das Debüt misslang, man verlor mit 0:1. Als Gruppendritter zog der Klub in die zweite Runde ein, schied hier dann aber aus. In der Spielklasse konnte sich der Klub bis einschließlich 1988 halten.
In der Zeit gab Matsubara seinen Einstand in der Série C, der dritten nationalen Liga. In der Ausgabe von 1981 trat man am 8. März im Heimspiel gegen den Figueirense FC an. Den Rückstand aus der Partie von 0:1 konnte der Klub im Rückspiel nicht mehr ausgleichen, dieses endete 0:0 und Matsubara schied aus. Nach seinem Ausscheiden aus der Staatsmeisterschaft 1988, scheint der Klub auch in keiner der unteren Ligen angetreten zu sein. Entsprechende Nachweise liegen nicht vor. Erst 1991 war man wieder dabei, direkt in der obersten Spielklasse.
In der Série C 1992 erreichte Matsubara das Halbfinale. In diesem unterlag man dem Fluminense de Feira FC mit 0:1 und 2:2, erreichte damit aber die Qualifikation zur zweiten brasilianischen Liga, der Série B für 1993. Ab dem Jahr verlegte Matsubara seine Spiele in das über 200 km entfernte Maringá in das Estádio Regional Willie Davids. Hintergrund war die Vorschrift des regionalen Verbandes, dass Spiele der Finalrunde der Staatsmeisterschaft nur in Stadien mit einer von 20.000 Zuschauern ausgetragen werden dürften. Das von der eigenen Fangruppierung „Torcida Organizado do Matsubara“ (TOM) gebaute Stadion mit 15.000 Plätzen reichte nicht mehr aus.
Für das Jahr 1993 beschloss der Confederação Brasileira de Futebol, der brasilianische Fußballverband, keine zweite Liga zu veranstalten, ignorierte daher die sieben Aufsteiger aus der Série C 1992 und beförderte auch keine Mannschaften in die Série A 1994, der obersten Liga Brasiliens. Stattdessen veranstaltete der Verband acht lokale Qualifikationsturniere, bei denen es jeweils um zwei Plätze für die Série B 1994 ging. Mit Ausnahme der Gruppe D, in der es nur einen Platz gab. Matsubara trat in der Gruppe C3 an. In seinen sechs Spielen gegen die drei Kontrahenten gelangen nur drei Unentschieden und der Klub schied vorzeitig aus.
Obwohl die TOM gerade die Arbeiten für eine Stadionerweiterung abgeschlossen hatten, erreichte zur Saison 1995 die Öffentlichkeit die Nachricht, dass Matsubara ab dem Jahr seine Spiele in Londrina austragen würde. Durch Verpflichtung guter Spieler erreichte man in der Staatsmeisterschaft 1995 gute Ergebnisse. Die erste Runde schloss der Klub als Gruppenbester ab und war damit bereits für das Halbfinale qualifiziert, unabhängig vom Abschneiden in der zweiten Runde (sechster Rang). In den Halbfinals unterlag Matsubara dem Coritiba FC mit 1:2 und 0:2. Nachdem die teuer eingekauften Spieler am Saisonende gegangen waren, waren die nächsten Jahre zwei Jahre in Londrina weniger erfolgreich. Zur Saison 1998 kehrte man dann nach Cambará zurück, fand hier aber keinen Zuspruch bei den Fans mehr. Dieses hatte auch den sukzessiven sportlichen Abstieg zur Folge. 2011 wurde der Klub dann aufgelöst.
Mindestens sieben Matsubara-Spieler wurden in die brasilianische Nationalmannschaft berufen.

## Teilnahme an Fußballwettbewerben
| Wettbewerb                           | Teilnahmen                         |
| ------------------------------------ | ---------------------------------- |
| Série B                              | 01× – 1994 (Qualifikation)         |
| Série C                              | 05× – 1981, 1992, 1994, 1995, 1996 |
| Staatsmeisterschaft                  | 20× – 1977–1988, 1991, 1993–1999   |
| Staatsmeisterschaft Segunda Divisão  | 04× – 1976, 2000, 2002, 2006       |
| Staatsmeisterschaft Terceira Divisão | 04× – 2001, 2009–2011              |